# Felix Pipes
Fritz Felix Pipes (Praga, 15 de abril de 1887 - data da morte desconhecida) foi um tenista austríaco. Medalhista olímpico de prata em duplas com Arthur Zborzil. Pipes era judeu.